# NGC 6902B
NGC 6902B (другие обозначения — PGC 64580, ESO 285-5, MCG -7-41-33, AM 2019-442) — галактика в созвездии Стрелец.
Этот объект не входит в число перечисленных в оригинальной редакции «Нового общего каталога» и был добавлен позднее.